# 비나
비나(산스크리트어: वीणा)는 인도 아대륙에서 사용된 현악기의 한 종류이다. 고대의 악기들은 류트, 치터, 아치형 하프와 같은 많은 변형된 악기로 진화했다. 루드라 비나, 사라스바티 비나, 비치트라 비나 등 지역마다 다른 이름을 가진 비나들이 있다.
힌두스탄 클래식 음악에 사용되는 북인도의 루드라 비나는 일종의 막대형 치터이다. 연주자의 신체 치수에 맞게 약 3.5~4피트(1~1.2m) 길이로, 속이 비어 있는 몸통과 양쪽 끝에 공명하는 두 개의 큰 표주박이 있다. 멜로디를 연주하는 4개의 선율현과 3개의 보조 드론현이 있다. 연주자는 첫째 손가락과 둘째 손가락에 착용한 플렉트럼으로 선율현을 아래로 잡아당기고, 연주하는 손의 새끼 손가락으로 드론현을 두드려서 연주한다. 연주자는 원할 경우 빈손의 손가락으로 공명하는 현을 멈추기도 한다. 현대에 들어 비나는 일반적으로 북인도 공연에서 시타르로 대체되었다.
카르나틱 클래식 음악에 사용되는 남인도의 사라스와티 비나는 일종의 류트이다. 목이 긴 배 모양의 류트이지만 북인도 디자인의 아래쪽 박 대신 배 모양의 나무 조각이 있다. 하지만 이 역시 24개의 프렛과 4개의 선율현, 3개의 드론현으로 구성되어 있으며 비슷한 방식으로 연주된다. 클래식 카르나틱 음악에서 여전히 중요하고 인기 있는 현악기이다.
프렛을 뽑아 연주하는 비나는 전체 3옥타브 음역대의 음을 낼 수 있다. 이 인도 악기의 길고 속이 빈 목 디자인은 인도 라가에서 볼 수 있는 포타멘토 효과와 레가토 장식을 가능하게 한다. 비나는 인도 클래식 음악에서 인기 있는 악기이며, 힌두교의 예술과 학문의 여신 사라스바티의 도상에 포함될 정도로 인도 문화에서 존경받는 악기이다.